# Tiago Aperta
Tiago Aperta (ur. 15 stycznia 1992) – portugalski lekkoatleta specjalizujący się w rzucie oszczepem.
W 2009 był czwarty na europejskim festiwalu młodzieży, a rok później odpadł w eliminacjach mistrzostw świata juniorów. Podczas mistrzostw Europy juniorów w 2011 uplasował się na dziesiątej pozycji. Reprezentant kraju w drużynowych mistrzostwach Europy i pucharze Europy.
Rekord życiowy: 75,55 (18 marca 2012, Bar), rezultat ten jest rekordem Portugalii.

## Osiągnięcia
| Rok  | Zawody                                  | Miejsce               | Pozycja               | Wynik |
| ---- | --------------------------------------- | --------------------- | --------------------- | ----- |
| 2009 | Zimowy puchar Europy w rzutach          | Teneryfa              | 11. miejsce           | 63,79 |
| 2009 | Europejski festiwal młodzieży           | Tampere               | 4. miejsce            | 67,51 |
| 2010 | Zimowy puchar Europy w rzutach          | Arles                 | 12. miejsce           | 63,18 |
| 2010 | Mistrzostwa świata juniorów             | Moncton               | el. – 31. miejsce     | 56,10 |
| 2011 | Superliga drużynowych mistrzostw Europy | Sztokholm             | 11. miejsce           | 62,54 |
| 2011 | Mistrzostwa Europy juniorów             | Tallinn               | 10. miejsce           | 68,86 |
| 2012 | Zimowy puchar Europy w rzutach          | Bar                   | 4. miejsce U23        | 75,55 |
| 2013 | Zimowy puchar Europy w rzutach          | Castellón de la Plana | 9. miejsce U23        | 64,80 |
| 2013 | I liga drużynowych mistrzostw Europy    | Dublin                | 5. miejsce            | 68,06 |
| 2013 | Młodzieżowe mistrzostwa Europy          | Tampere               | el. – 19. miejsce     | 65,84 |
| 2015 | Zimowy puchar Europy w rzutach          | Leiria                | 10. miejsce (Grupa B) | 65,38 |
| 2017 | Puchar Europy w rzutach                 | Las Palmas            | 6. miejsce (Grupa B)  | 68,54 |